# Heck-makákó
A Heck-makákó (Macaca hecki) a cerkóffélék családjába (Cercopithecidae), azon belül pedig a cerkófmajomformák alcsaládjába (Cercopithecinae) tartozó faj.

## Előfordulása
Indonézia területén honos. Celebesz szigetének északi félszigetén fordul elő.

## Megjelenése
Vaskos testű, erős lábú majom. Szőre fekete, mellső lábai sötétbarnák, hátsólábai barnásszürkék.

## Életmódja
A Heck-makákó életmódjáról keveset tudunk. Az összes celebeszi makákófaj nappal aktív, táplálékuk levelek, gyümölcsök, virágok, rovarok és más kis gerinctelenek.
Vegyes hím-nőstény csoportokban élnek. A nőstények az anyjuk mellett maradnak, míg a fiatal hímeket idővel a csoport elhagyására kényszerítik, mielőtt ivarérettekké válnak. A csoportban materiális hierarchia figyelhető meg, azaz ahogy más makákó-féléknél is (pl. szerecsenmakákó), a nőstények közti alá-fölérendeltségi viszonyok határozzák meg az egyedek hordában elfoglalt szociális helyzetét.

## Viselkedése
Más majomfajokhoz hasonlóan a Heck-makákó is grimaszolnak. A vigyor (fear grimace), mikor a makákó összeszorított fogait kimutatja, nem az öröm, vagy az elégedettség jele, hanem - olyan helyzetekben, mikor agresszív fajtárssal találkoznak - a békülő-kitérő szándék jele.

## Természetvédelmi állapota
A CITES függelékében és az IUCN vörös listáján a sebezhető faj kategóriába szerepel.